# Руді Хіті
Руді Хіті (4 листопада 1946, Єсениці, СФРЮ) — словенський хокеїст і хокейний тренер, грав на позиції нападника.

## Спортивна кар'єра

### Кар'єра гравця
Хіті розпочав свою кар'єру у віці 16 років приєднавшись до команди Кранська Гора, де вперше був обраний виступати за національну збірну. В чемпіонаті СФРЮ побув також як член дружини Олімпія.
Виступаючи в складі національної збірної СФРЮ, Руді взяв участь в 177 іграх та здобув 84 бали. Крім цього, Хіті виступив на Олімпійських іграх 1968 і 1972 років та на 17 чемпіонатах світу з хокею.
У 1970 Руді переїхав до США, де мав підписати контракт з американської командою НХЛ Чикаго Блекгокс, проте вже підчас своєї першої товариської гри за цей клуб отримав травму. По тій самій причині, хокеїст не підписав контракт з командою Чикаго і пішов грати за команду Лос-Анжелес Шаркс.
У 1974 році, Руді Хіті повернувся до Європи: він підписав контракт з італійською командою Аллеге. Хокеїст пограв з ними лишень два сезони, а опісля перейшов до клубу Больцано, де в цей час грав його брат, Горазд Хіті. З цим клубом, Руді здобув три титули чемпіона Італії підряд. У 1976 році, Хіті ввійшов в склад команди Дьяволі Россонері, а вже через рік виграв Літню лігу 1977 року. Три роки пізніше (1980) хокеїст вернувся на свою родину і приєднався до команди Олімпія. У 1983/1984 сезоні Руді грав за команду Комо в серії B як гравець і тренер. Хокеїст зіграв сезон 1985/1986 в складі клубу Акроні Єсеніце. У житті Хіті як гравця настала незначна перерва від спорту, проте він все ж таки зіграв свої два останні матчі сезону 2000/2001 в чемпіонаті Словенії за команду Блед.

### Тренерська кар'єра
Хіті розпочав свою тренерську діяльність у сезоні 1989/1990, здобувши свій перший титул разом з клубом Больцано. У наступному сезоні 1990/1991 його команда посіла 2-е місце, програвши команді Мілано Сайм. У 1991 році хокеїст повернувся до Словенії і 1992-го опинився на посаді головного тренера національної збірної. Хіті також є засновником літнього турніру під назвою Полетна Ліга Руді Хіті (Poletna liga Rudi Hiti) в Словенії.

## Досягнення

### Командні
- Чемпіон СФРЮ: 6 раз
  - Акроні Єсеніце (1964/1965, 1965/1966, 1966/1967, 1967/1968)
  - Олімпія (1971/1972, 1973/1974)

- Переможець Кубка СФРЮ: 3 рази
  - Акроні Єсеніце (1966/1967, 1967/1968)
  - Олімпія (1971/1972)

- Чемпіон Італії: 3 рази
  - Больцано (1976/1977, 1977/1978, 1978/1979)

### Особисті
- Член Зала слави словенських хокеїстів (2007)
- Член Зала слави ІІХФ (2009)